# 宮島依里
宮島 依里（みやじま えり、1974年2月3日 - ）は、日本の女優、声優。東京都出身。懸樋プロダクション所属。

## 人物
自由の森学園高等学校、亜細亜大学卒業。
以前はたむらプロ、ぷろだくしょんバオバブ、メディアフォースに所属していた。
デビュー作の映画『1999年の夏休み』（1988年）で主人公の少年役を演じ注目を集めた。1990年代後半からは主に声優として活動しており、特に吹き替えの仕事が多い。
特技は歌、タップダンス、ジャズ、ブレイクダンス。

## 出演
太字はメインキャラクター。

### 吹き替え

#### 担当女優
アナ・トーヴ
- シークレット・シティ（ハリエット・ダンクリー）
- FIRES〜オーストラリアの黒い夏〜 #3（ラリー）
- FRINGE/フリンジ（オリビア・ダナム）

キム・ヒソン
- 悲しき恋歌（パク・ヘイン）
- THE MYTH/神話（ユシュウ姫）
- シンイ -信義-（ユ・ウンス）
- 天国からの手紙（ソヒ）

グウィネス・パルトロー
- グウィネス・パルトローのグープ・ラボ（本人）
- glee/グリー（ホリー・ホリデイ）
- ザ・ポリティシャン（ジョージーナ・ホバート）

ケイティ・ホームズ
- ケイティ（ケイティ・バーク）
- ドーソンズ・クリーク（ジョーイ・ポッター）
- 弁護士イーライのふしぎな日常（グレイス）
- ホワイト・プリンセス（サマンサ・マッケンジー）

ジェシカ・アルバ
- おとなのワケあり恋愛講座（ケイト）
- ジェシカ・アルバ ヘブンズ・ベール 〜死のバイブル〜（マギー・プライス）
- スパイキッズ4D:ワールドタイム・ミッション（マリッサ・コルテス・ウィルソン）
- ファンタスティック・フォー ［超能力ユニット］（スーザン・ストーム / インビジブル・ウーマン）※ソフト版
- ファンタスティック・フォー:銀河の危機（スーザン・ストーム / インビジブル・ウーマン）

リース・ウィザースプーン
- ウォーク・ザ・ライン/君につづく道（ジューン・カーター）
- フォー・クリスマス（ケイト）
- ホーム・アゲイン (アリス・キニー)
- わたしに会うまでの1600キロ（シェリル・ストレイド）

#### 映画（吹き替え）
- アーミー・オブ・ザ・デッド（マリア〈アナ・デ・ラ・レゲラ〉[9]）
  - アーミー・オブ・シーブズ
- あなたの、私のクリスマス？2（ダイアン〈ジェーン・クラコウスキー〉）
- あの日の声を探して（キャロル〈ベレニス・ベジョ〉）
- インビジブル 暗殺の旋律を弾く女（ソフィア〈ナタリー・ドーマー〉）
- エクスティンクション 地球奪還（サマンサ〈エマ・ブース〉）
- X-MEN:ダーク・フェニックス（エレイン・グレイ〈ハンナ・エミリー・アンダーソン〉[10]）
- オールド（マドックス〈大人〉〈エンベス・デイヴィッツ〉[11]）
- お願い!プレイメイト（シンディ〈ラクエル・アレッシ〉）
- 画家と庭師とカンパーニュ（マグダ）
- カンフー・ヨガ（アスミタ〈ディシャ・パタニ〉[12]）
- キャスパー（キャット〈クリスティーナ・リッチ〉）※DVD版
- 恐怖ノ黒電話（メアリー〈ラシェル・ルフェーブル〉）
- CRESCENT 冷たい海の底（ベス〈ダニカ・ヴァンダースティーン〉）
- コーチ・カーター（キーラ〈アシャンティ〉）
- コードネーム エンジェル（ダイアナ・エリス〈ハンナ・ウェア〉）
- 凍える夜に、盲目の殺し屋トポ（クロエ〈アリス・イヴ〉）
- (500)日のサマー（サマー・フィン〈ズーイー・デシャネル〉）
- 彷徨い（ニーヴ〈アシュリー・マデクウェ〉）
- さようなら、コダクローム（ゾーイ・カーン〈エリザベス・オルセン〉）
- サンシャイン 2057（キャシー〈ローズ・バーン〉）
- シャザム!（ユージーン〈イアン・チェン〉[13]）※劇場公開版
- シャッター アイランド（ドロレス・シャナル〈ミシェル・ウィリアムズ〉）
- 新感染半島 ファイナル・ステージ（ミンジョン〈イ・ジョンヒョン〉[14]）
- 心霊写真（ジェーン）
- スクール・オブ・ロック（ローレンス〈ロバート・ツァイ〉）
- 素敵な人生のはじめ方（スカーレット〈パス・ベガ〉）
- ダイ・ハード（ホリー〈ボニー・ベデリア〉[15]）※テレビ朝日版追加録音部分
- タイムライン（ケイト・エリクソン〈フランセス・オコナー〉）
- チアーズ3（ブリトニー・アレン〈ヘイデン・パネッティーア〉）
- デイ・アフター 首都水没（サマンサ・モリソン〈ジェサリン・ギルシグ〉[16]）
- デス・レース3 インフェルノ（カトリーナ〈タニット・フェニックス〉）
- ドリーマーズ（イザベル〈エヴァ・グリーン〉）
- ナショナル・トレジャー
- 28日後...（ハンナ〈ミーガン・バーンズ〉）
- 28週後...（スカーレット・ロス少佐〈ローズ・バーン〉）
- 28年後...（アイラ〈ジョディ・カマー〉[17]）
- パーフェクト・プラン（アナ・ライト〈ケイト・ハドソン〉）
- パラノーマル・アクティビティ3（ジュリー〈ローレン・ビットナー〉）
- バリー・シール/アメリカをはめた男（ルーシー・シール〈サラ・ライト・オルセン〉[18]）
- バレット（リサ・ボノモ〈サラ・シャヒ〉）
- バンコック・デンジャラス（オーム）
- ファイナル・ブラッド2（ヴァネッサ〈ジャクリーン・フェルナンデス〉[19]）
- ブラッディ・バレンタイン3D（サラ・パーマー〈ジェイミー・キング〉）
- フロッグ（ジャッキー・ハーパー〈ヘレン・ハント〉[20]）
- ベストマン 最強の介添人（ブルック〈ニッキー・ウィーラン〉[21]）
- ポセイドン（ジェニファー・ラムジー〈エミー・ロッサム〉）
- マーゴット・ウェディング（ポーリン〈ジェニファー・ジェイソン・リー〉）※Netflix版
- マーサの幸せレシピ（レア〈カーチャ・シュトゥット〉）
- マーベル・シネマティック・ユニバース
  - ガーディアンズ・オブ・ギャラクシー（メレディス・クイル〈ローラ・ハドック〉）
  - ガーディアンズ・オブ・ギャラクシー:リミックス（メレディス・クイル〈ローラ・ハドック〉[22]）
- マーリー2 世界一おバカな犬のはじまりの物語（ムース）
- マッドバウンド 哀しき友情（ローラ・マッカラン〈キャリー・マリガン〉）
- ミッション: 8ミニッツ（クリスティーナ・ウォーレン〈ミシェル・モナハン〉）
- ラストサマー3（アンバー〈ブルック・ネヴィン〉）
- ラビリンス 抜け出せないふたり（ベルベット〈アリス・イヴ〉）
- ラ・ヨローナ〜泣く女〜（アンナ〈リンダ・カーデリーニ〉）
- 臨死（アニー）
- 私にだってなれる! 夢のナレーター単願希望（キャロル〈レイク・ベル〉）

#### ドラマ
- アソーカ（ヘラ・シンドゥーラ〈メアリー・エリザベス・ウィンステッド〉[23]）
- アブセンシア 〜FBIの疑心〜（アリス・デュランド〈カーラ・テオボルド〉[24]）
- エージェント・オブ・シールド（ローレライ〈エレナ・サチン〉）
- NCIS: ニューオーリンズ シーズン3 #10（イライザ・ウエスト）
- エレメンタリー ホームズ&ワトソン in NY #22（ケイト・サッター）
- カムバック マドンナ〜私は伝説だ（カン・スイン）
- glee/グリー（ホリー・ホリデイ〈グウィネス・パルトロー〉）
- クリミナル・マインド FBI行動分析課（メイヴ・ドノヴァン〈ベス・リースグラフ〉）
- グレイズ・アナトミー 恋の解剖学 シーズン３#13 (ジリアン・ミラー〈ジェシカ・ストループ〉）
- ゴースト 〜天国からのささやき（メリンダ・ゴードン〈ジェニファー・ラブ・ヒューイット〉）
- コーヒープリンス1号店（ハン・ユジュ〈チェ・ジョンアン〉）
- 恋するインターン（カサンドラ〈アヤ・ナオミ・キング〉）
- ゴシップ・ガール シーズン2 #24（若い頃のリリー・ローズ〈ブリタニー・スノウ〉）
- The Sinner -隠された理由-:ジュリアン（ヴェラ・ウォーカー〈キャリー・クーン〉[25]）
- ザ・ファイブ -残されたDNA-（プルー・カルー〈サラ・ソルマーニ〉）
- CSI:科学捜査班 シーズン13 #12, #20、シーズン14 #4（エリザベッタ〈カトリネル・マーロン〉）
- CSI:マイアミ（カリー・デュケーン〈エミリー・プロクター〉）
- シークレット・ガーデン（ユン・スル）
- ジェームズ・ボンドを夢見た男（アン・オニール〈ララ・パルヴァー〉[26]）
- シカゴ・メッド（ナタリー・マニング〈トーレイ・デヴィート〉[27]）
- スイート・トゥース: 鹿の角を持つ少年（英語版）（エイミー〈ダニア・ラミレス〉)
- SUPERGIRL/スーパーガール（キャット・グラント〈キャリスタ・フロックハート〉）
- SCORPION/スコーピオン シーズン4 #21（ケイラ）
- スタジオDC:オールスター・ライブ（サブリナ・ブライアン）
- 続ハリーズ・ロー 裏通り法律事務所（ジュリー・キャシディ）
- 千日の約束（イ・ソヨン〈スエ〉）
- ソロリティΦフォーエバー（ナタリー）
- TOUCH/タッチ
- チーター・ガールズ（シャネル）
- チーター・ガールズ2（シャネル）
- チーター・ガールズ3 in インド（シャネル）
- 超能力ファミリー サンダーマン シーズン1 #17（ヴェロニカ〈ギランド・ジョーンズ〉）
- デッド・トゥ・ミー 〜さようならの裏に〜（ジュディ・ヘイル〈リンダ・カーデリーニ〉）
- パトリック・メルローズ（ジュリア〈ジェシカ・レイン〉、少年時代のパトリック・メルローズ[28]）
- パワーレンジャー・ターボ（アシュレー・ハモンド / イエローレンジャー）
- HAWAII FIVE-0 シーズン7 #19（アンナ看護師〈ベッツィ・ボイトラー〉）
- 五星大飯店〜Five Star Hotel〜（ヤン・ユエ）
- フーディーニ 幻想に生きた奇術師（ベス〈クリステン・コノリー〉）
- フィンブルズ（フローリー）
- フォーティチュード/極寒の殺人鬼Ⅲ（エルサ・シェントル〈アリエット・オパイム〉[29]）
- プライベート・プラクティス4（アンディ〈ライザ・ウェイル〉）
- ブラザーズ&シスターズ（キティ・ウォーカー〈キャリスタ・フロックハート〉）
- THE BLACKLIST/ブラックリスト
  - シーズン4 #2（カーチャ）
  - シーズン5 #4（ソーニャ王女）
- ヘレーネ&トーマス～バディ潜入捜査～（ヘレーネ〈マリー・バッハ・ハンセン〉[30]）
- BONES
  - シーズン1 #20（エイミー・カレン）
  - シーズン5 #13（ブライソン）
- ポセイドン（イ・スユン〈イ・シヨン〉）
- ミャーと旅する・アジわいキッチン（ミャー）
- ミディアム 霊能者アリソン・デュボア2（リア）
- THE MENTALIST メンタリストの捜査ファイル シーズン6 #1（マディソン・ヤードリー）
- ラスベガス（メアリー・コネル）
- リプレイスメント 〜全てを奪う女〜（ポーラ・リース〈ヴィッキー・マクルア〉）
- リンガー 〜2つの顔〜（ブリジット・ケリー、シボーン・マーティン〈サラ・ミシェル・ゲラー〉）
- ロスト・ガール（ボウ〈アンナ・シルク〉）

#### アニメ
- アトランティス 帝国最後の謎（オードリー）
- アメリカン・ドラゴン（ローズ / ハンツガール）
- ザ・ペンギンズ from マダガスカル（ドリス）
- スター・ウォーズ/クローン・ウォーズ（スー・ロクウェイン）
- スター・ウォーズ: バッド・バッチ（スー・ロクウェイン、ヘラ・シンドゥーラ）
- スター・ウォーズ 反乱者たち（ヘラ・シンドゥーラ[31]）
- スター・ウォーズ/フォース・オブ・デスティニー（ヘラ・シンドゥーラ）
- スパイダーマン&アメイジング・フレンズ（アンジェリカ・ジョーンズ / ファイアスター）※トゥーンディズニー版
- DC がんばれ!スーパーペット（ワンダーウーマン[32]）
- デルゴ（カイラ）
- ボルト
- LEGO スター・ウォーズ/フリーメーカーの冒険（ヘラ・シンドゥーラ）

### テレビアニメ
1996年
- 水色時代（北野深雪）

1997年
- ケロケロちゃいむ（ピカピカ）

1998年
- ポポロクロイス物語（ヒュウ）

1999年
- アークザラッド（女バーテンダー）
- THE ビッグオー
- Bビーダマン爆外伝V（おんなのこボンA、まじょボンA）
- ワイルドアームズ トワイライトヴェノム（シヴィル）

2002年
- 灰羽連盟（カナ）

2003年
- あたしンち（2003年 - 2004年、福沢、男の子）
- カレイドスター（アリス）
- トムトム☆ブー（トムトム）

2005年
- エンジェル・ハート（ホステスB）

2006年
- 蟲師（澪）

2007年
- 風のスティグマ（石蕗真由美）
- 獣神演武 -HERO TALES-（燕紀）

2009年
- NARUTO -ナルト- 疾風伝（紅蓮）

2010年
- 学園黙示録 HIGHSCHOOL OF THE DEAD（キャスター）
- デュラララ!!（陽子）
- HEROMAN（キーシャ）

2011年
- 遊☆戯☆王ZEXAL（九十九未来）

2014年
- 牙狼〈GARO〉-炎の刻印-（娼婦）
- 金田一少年の事件簿R（美影紗月）
- ナノ・インベーダーズ（エマ）

2016年
- ベイブレードバースト（勇者人形、緑川姫子）

2017年
- いぬやしき（通行人、乗客）

2020年
- 歌舞伎町シャーロック（五所川原公子）

2025年
- ONE PIECE（アルファ）

### 劇場アニメ
- 二ノ国（2019年、女性）

### OVA
- 太陽の船 ソルビアンカ（1999年、ジュン）
- 完全勝利ダイテイオー プロモーションBlu-ray（2015年、月城ヒリュウ[33]）

### ゲーム
2001年
- スカイガンナー（シエル）

2009年
- スーパーロボット大戦NEO（月城ヒリュウ）

2012年
- ガールズRPG シンデレライフ（紫音）

2013年
- スーパーロボット大戦OGサーガ 魔装機神III PRIDE OF JUSTICE（サンナ・ゲインズ）
- スーパーロボット大戦Operation Extend（月城ヒリュウ）

2014年
- ウォッチドッグス（クララ・ライル）

2015年
- デュラララ!! Relay（陽子）

2020年
- サイバーパンク2077（T-バグ）

2021年
- Far Cry 6（主人公（女））

2022年
- LOST JUDGMENT 裁かれざる記憶（貞元美希子）

### CM
- ヴィダルサスーン（ナレーション）
- ロート製薬 肌研 極潤 パーフェクトゲル（ナレーション）

### テレビ番組
- ドーナツ6（1988年、TBS）
- アルテミッシュNIGHT（1998年、テレビ東京）カフェシネマ

### テレビドラマ
- 3年B組金八先生 第3シリーズ（1988年、TBS） - 辻村美奈 役
- リトルボーイ・リトルガール（1989年、NTV）
- 月影兵庫あばれ旅 第2シリーズ 第9話「野良犬の牙!」（1990年、TX） - ちさ 役
- はぐれ刑事純情派　第3シリーズ（1990年、テレビ朝日 / 東映）第5話「通り魔に襲われた主婦」 ‐ 橋本明美
- 金田一耕助の傑作推理・悪魔が来りて笛を吹く（1992年、TBS）
- ドラマ30 風たちの遺言（1995年、 CBC） ‐ 田中まり子
- 金曜エンタテイメント 腕まくり看護婦物語7（1997年、フジテレビ）

### 映画
- 1999年の夏休み（1988年、悠、第三の少年、薫）
- 白百合女学園洋弓部 白銀の標的（1991年）

### ラジオ
- サンライズラヂオ 初代パーソナリティー（1996年 - 2000年）

## ディスコグラフィ
- ポポロクロイス物語（ヒュウ）
  - 「ヴォーカルコレクション」
    - わたしぼっち 作詞：鮎沢すみ絵、作曲：大藤史、編曲：大谷幸

  - 「アニメーション・サウンドトラック2」
    - 風の魔法（ヒュウヴァージョン） 作詞/作曲：大藤史、編曲：Thousand sketcheS
- 1999年の夏休み2019（Youの夏休み　金子修介・中村由利子・宮島依里）
  - 2.夢の中で会える（Vocal）、3.夏の日の空は輝いて（Vocal）、5.悠の手紙（朗読）